# Tilt (Gianni Celeste)
Tilt è il trentaduesimo album del cantante italiano Gianni Celeste, cantato in lingua napoletana, pubblicato nel 2001.

## Tracce
1. Sms di giorno e di notte
2. Nun ce o dico maie a nisciuno
3. En ribera del mar
4. Lontano
5. Quando non si ama
6. Alle donne piacciono...
7. A piedi nudi
8. Scarpe mie
9. Se non mi ami
10. Piccola